# Саваслейка
Саваслейка (рос. Саваслейка) — село в Кулебацькому міському окрузі Нижньогородської області Російської Федерації.
Населення становить 2686 осіб. Входить до складу муніципального утворення Міський округ місто Кулебаки.

## Історія
1953 року на південно-західній околиці села було створено авіабазу, як центр підготовки авіаційного персоналу країн Варшавського договору. Нині філія 4-го Державного центру підготовки авіаційного персоналу та військових випробувань. Після нападу Росії на Україну у 2022 році авіабаза використовувалася для завдання удару МіГ-31К по Україні.
Раніше населений пункт належав до ліквідованого 2015 року Кулебацького району. До 2015 року входило до складу муніципального утворення Саваслейська сільрада.

## Населення
1. Н/Д[3]

## Російська авіабаза
Біля села знаходиться авіабаза, де базуються винищувачі МіГ-31